# Enna vasútállomás
Enna vasútállomás egy vasútállomás Olaszországban, Szicília régióban, Enna megyében, Enna településen. Forgalma alapján az olasz vasútállomás-kategóriák közül az ezüst kategóriába tartozik.

## Vasútvonalak
Az állomást az alábbi vasútvonalak érintik:
- Catania–Agrigent-vasútvonal

## Kapcsolódó állomások
A vasútállomáshoz az alábbi állomások vannak a legközelebb: 
- Stazione di Leonforte Pirato
- Stazione di Villarosa